# Híres mosonmagyaróváriak listája
Az alábbiakban szerepelnek Mosonmagyaróvár város ismertebb emberei, az egyetem híressé vált oktatói:
| Ábécé szerinti tartalomjegyzék                      |
| --------------------------------------------------- |
| A B C D E F G H I J K L M N O P Q R S T U V W X Y Z |

## B
- Balás Árpád gazdasági akadémiai tanár, igazgató (1840–1905)
- Bauer Rudolf földbirtokos, sportoló (1879–1932)
- Bánvárth Sándor, a Magyaróvári Gazdasági Akadémia igazgatója (1876–1930)
- Berzsenyi-Janosits László növénynemesítő (1930–1982)
- Bittera Miklós egyetemi tanár (1887–1947)
- Bíró Gyula mezőgazdász (1894–1977)
- Brasch Bence énekes (1991–)

## C
- Cselkó István gazdasági akadémiai tanár (1847–1930)
- Cserháti Sándor növénytermesztő, professzor (1852–1909)
- Csiszár József tejgazdasági szakember (1901–1955)
- Czéh Sándor nyomdász (1813–1883)

## D
- Deininger Imre gazdasági akadémiai tanár (1844–1918)

## F
- Flesch Károly hegedűművész, zenepedagógus (1873–1944)

## G
- Giesswein Sándor pápai prelátus, politikus, író, társadalomtudós, akadémikus (1856–1923)
- Gratz Ottó állatorvos, tejgazdasági szakember, szakíró (1879–1956)
- Grábner Emil, a hazai növénynemesítés tudomány első művelője és megalapozója (1878–1955)
- Groffits Gábor, a Magyaróvári Gazdasági Akadémia igazgatója és tanára (1880–1957)
- Gyárfás József kísérletügyi főigazgató, a mezőgazdaság kiemelkedő tudósa (1875–1965)

## H
- Haberlandt, Friedrich agrártudós, tanár (1826–1878)
- Hankóczy Jenő mezőgazdasági kutató, a búza- és lisztminőség kérdésének nemzetközi szakembere (1879–1939)
- Hensch Árpád gazdasági akadémiai tanár, igazgató (1847–1913)
- Hegedűs Bori énekesnő (2004-)
- Huszár Gál író, nyomdász, püspök (1512 körül – 1575)

## I
- Ivánfi Ede tanár, történetíró (1821–1900)

## K
- Kadocsa Gyula egyetemi tanár, a rovartan tudósa (1880–1939)
- Kern Herman gombaszakértő, növényvédelmi szakember
- Kosutány Tamás gazdasági akadémiai tanár, az MTA levelező tagja (1848–1915)
- Krolopp Alfréd gazdasági akadémiai tanár, igazgató (1872–1939)
- Kühne Ede gépgyáros, műszaki szakember (1839–1903)
- dr. Kühne Lóránt gyáros, országgyűlési képviselő, a felsőház tagja (1886–1963)

## L
- Legány Ödön akadémiai tanár, növénynemesítő (1876–1944)
- Lenau, Nikolaus költő (1802–1850)
- Linhart György gazdasági akadémiai tanár (1844–1925)

## M
- Masch Antal akadémiai tanár, igazgató (1809–1884)
- Mezey Gyula gazdasági akadémiai tanár (1861–1922)
- Mosonyi Mihály zeneszerző             (1815–1870)

## N
- Nuricsán József gazdasági akadémiai tanár (1860–1914)

## P
- Pabst Henrik Vilmos tanár, igazgató (1798–1868)
- Pulay Gábor egyetemi tanár (1927–1975)
- Pásztor Ádám színész

## R
- Rázsó Imre gazdasági akadémiai tanár, a hazai növénynemesítés egyik úttörője (1873–1922)
- Rodiczky Jenő gazdasági akadémiai tanár (1844–1915)
- Ruff Andor újságíró, szerkesztő, kiadó (1879–1950)
- Rujder Vivien színésznő (1993-)

## S
- Sass Gábor egyetemi tanár (1891–1980)
- dr. Sattler János, az egyesített Moson és Magyaróvár első polgármestere (1894–1944)
- Sőtér Ágoston ügyvéd, birtokos, régész (1837–1905)
- id. Sporzon Pál gazdasági akadémiai tanár (1831–1917)
- Szále János Ignác festő (1810–1870)
- Szily Pál orvos, biokémiai kutató (1878–1945)
- Szekeres Richárd Iparos (1869–1942)
- Szőcs Gergely zenész dobos (1981-
- Szőcs István tanár, kollégium igazgató (1917-1998)

## T
- Tallós Prohászka István festő (1896–1974)
- Thallmayer Viktor gazdasági akadémiai tanár (1847–1921)
- Tomka Gábor intézetvezető, kandidátus (1912–1980)
- Török János állatorvos, egyetemi tanár (1907–1969)
- Tibold Benjamin, zenész,előadó ( 2006- mai napig)

## U
- Ujhelyi Imre gazdasági akadémiai tanár, igazgató (1866–1923)

## V
- Várallyai György agrokémikus, vegyészmérnök (1900–1954)
- Világhy Károly gazdasági akadémiai tanár (1883–1975)
- Villax Ödön növénynemesítő, intézetigazgató (1899–1964)
- Vladár Endre tanszékvezető, akadémiai igazgató (1888–1967)
- Vörös Sándor gazdasági akadémiai igazgató (1847–1918)

## W
- Wittmann Antal jószágigazgató, a magyaróvári gazdasági tanintézet megszervezője (1770–1842)